# Bambus (rod)

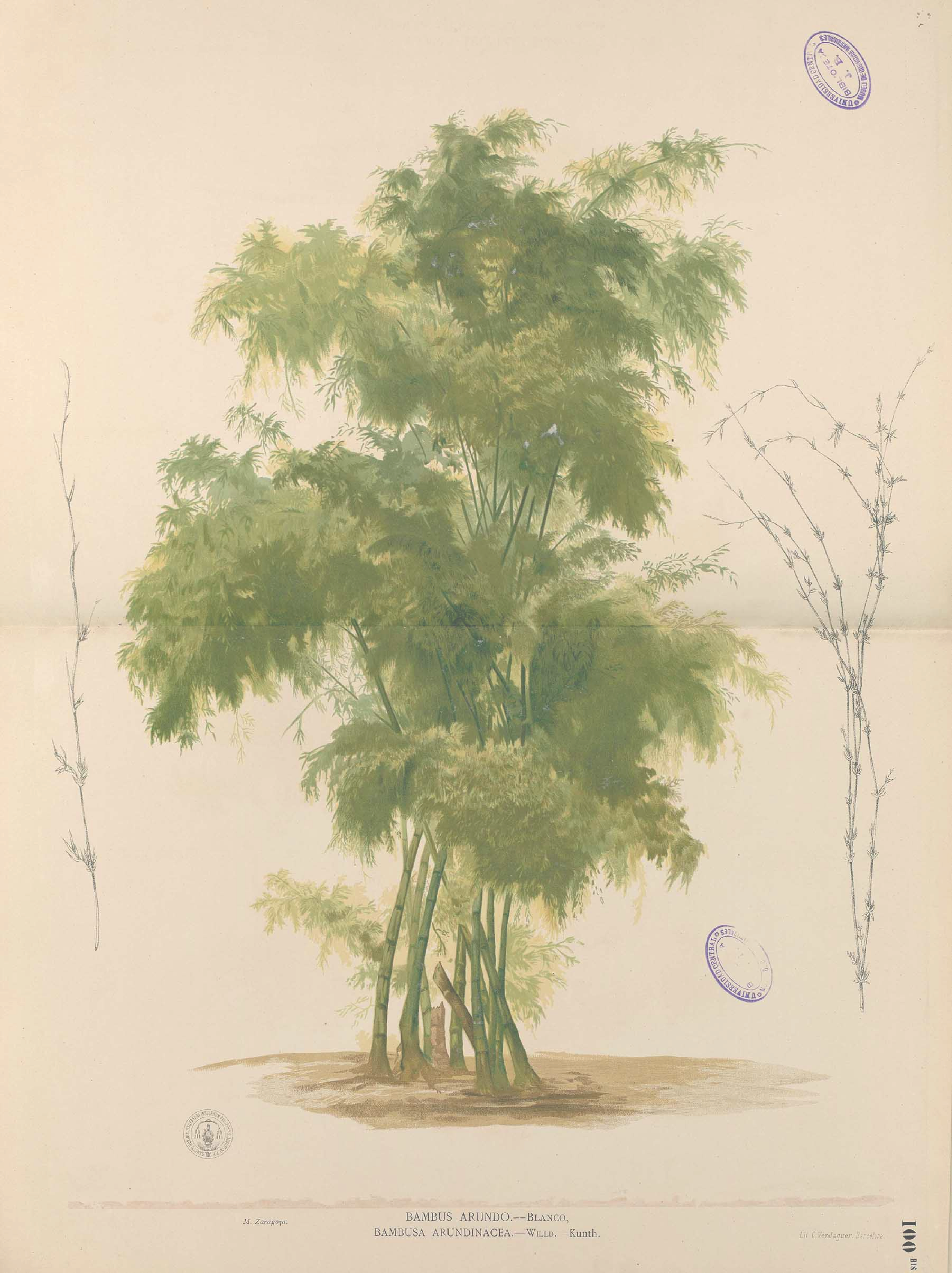
Bambusa bambos; barevná litografie v publikaci Manuela Blanco Flora De Filipinas (1877–1883); autor asi M. Zaragoza

Bambus (Bambusa) je rod trav z čeledi lipnicovité. Jsou to stromovité nebo keřovité bambusy dorůstající výšky až 20 metrů. Vyskytují se v počtu asi 100 druhů v tropech a subtropech od Indie po Austrálii. Největší počet druhů roste v Číně. Některé druhy jsou pěstovány jako okrasné bambusy nebo mají jedlé výhonky či semena. Stébla slouží ke stavbě různých staveb nebo se štípou a používají na pletené výrobky.

## Popis
Zástupci rodu bambus jsou stromovité, někdy keřovité nebo i šplhavé dřevnaté trávy, dorůstající výšky od jednoho do dvaceti metrů. Stonek nese několik až mnoho postranních větví, z nichž často jedna až tři dominují. Uzliny stonku nejsou vystouplé. Větévky spodních větví jsou někdy přeměněné v tuhé nebo měkké trny. Listové pochvy jsou u většiny druhů opadavé. Listy jsou různé velikosti, s nezřetelnými postranními žilkami. Květenství je podepřeno dvěma kýlovitými listeny a je složené z pseudoklasů, které jsou většinou nahloučené do hlávek roztroušených po větvích květenství nebo výjimečně jednotlivé. Tyčinek je šest a mají volné nitky. Semeník je obvykle stopkatý, s krátkou čnělkou zakončenou třemi bliznami. Plodem je obilka.

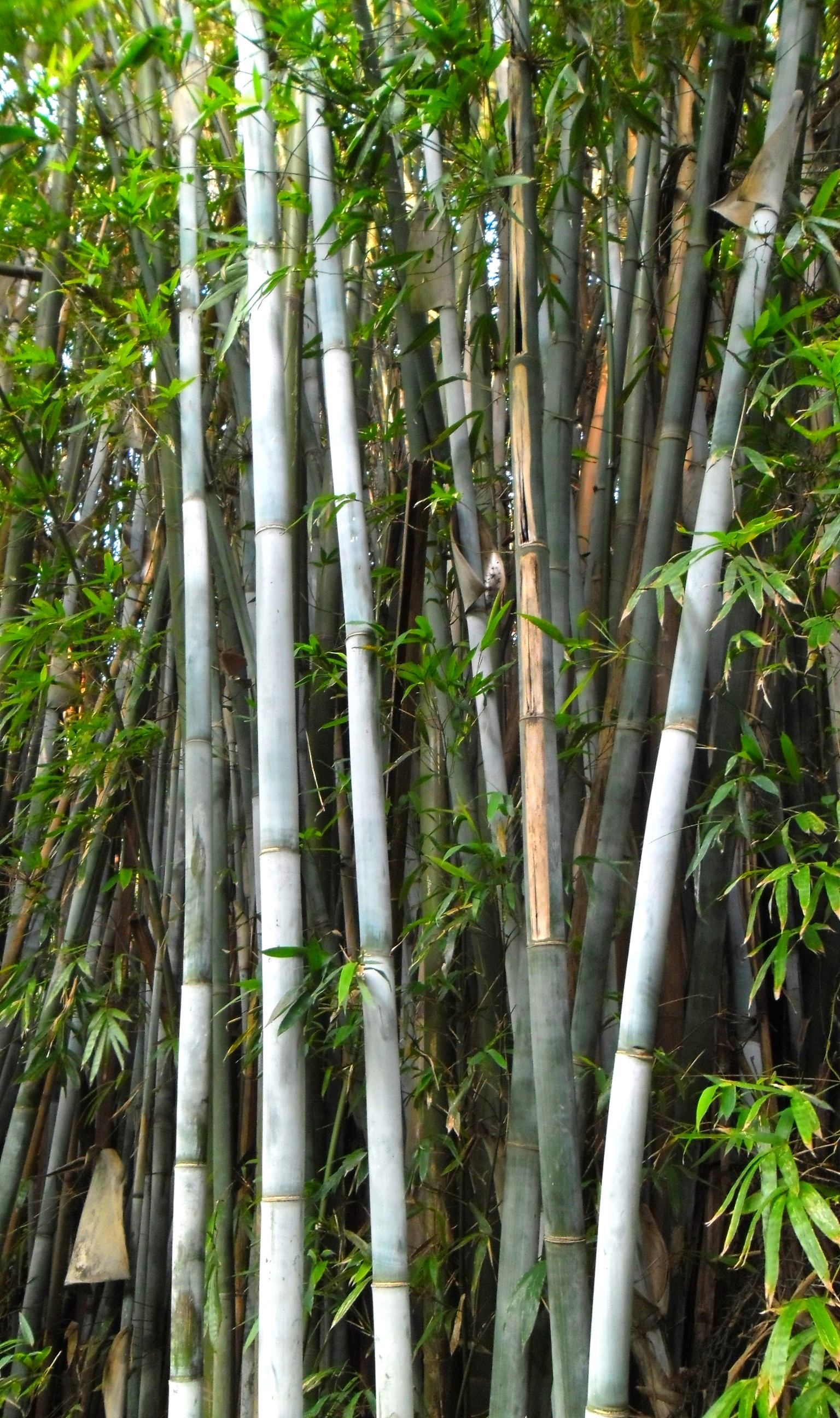
Stébla Bambusa chungii
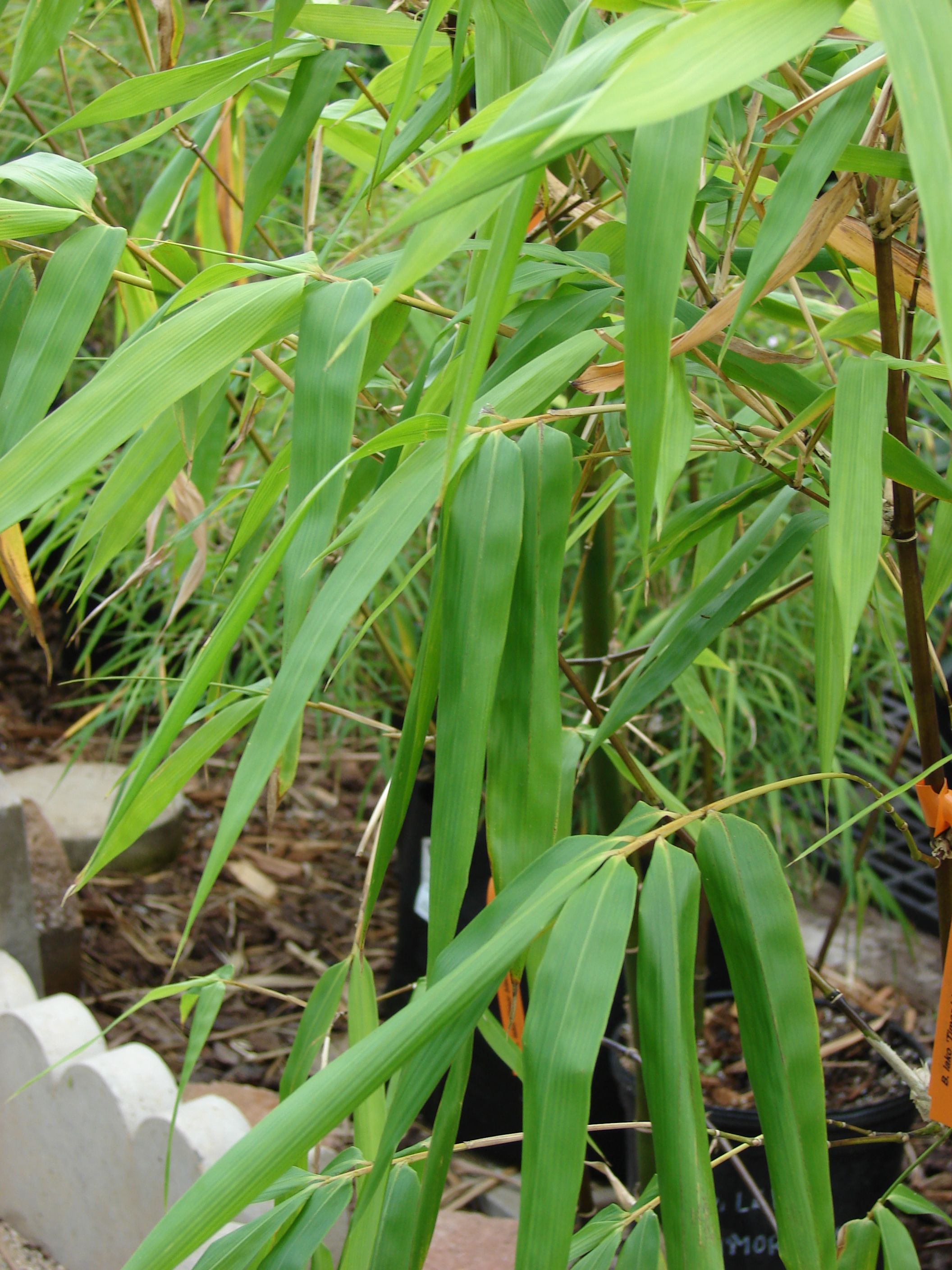
Listy Bambusa lako
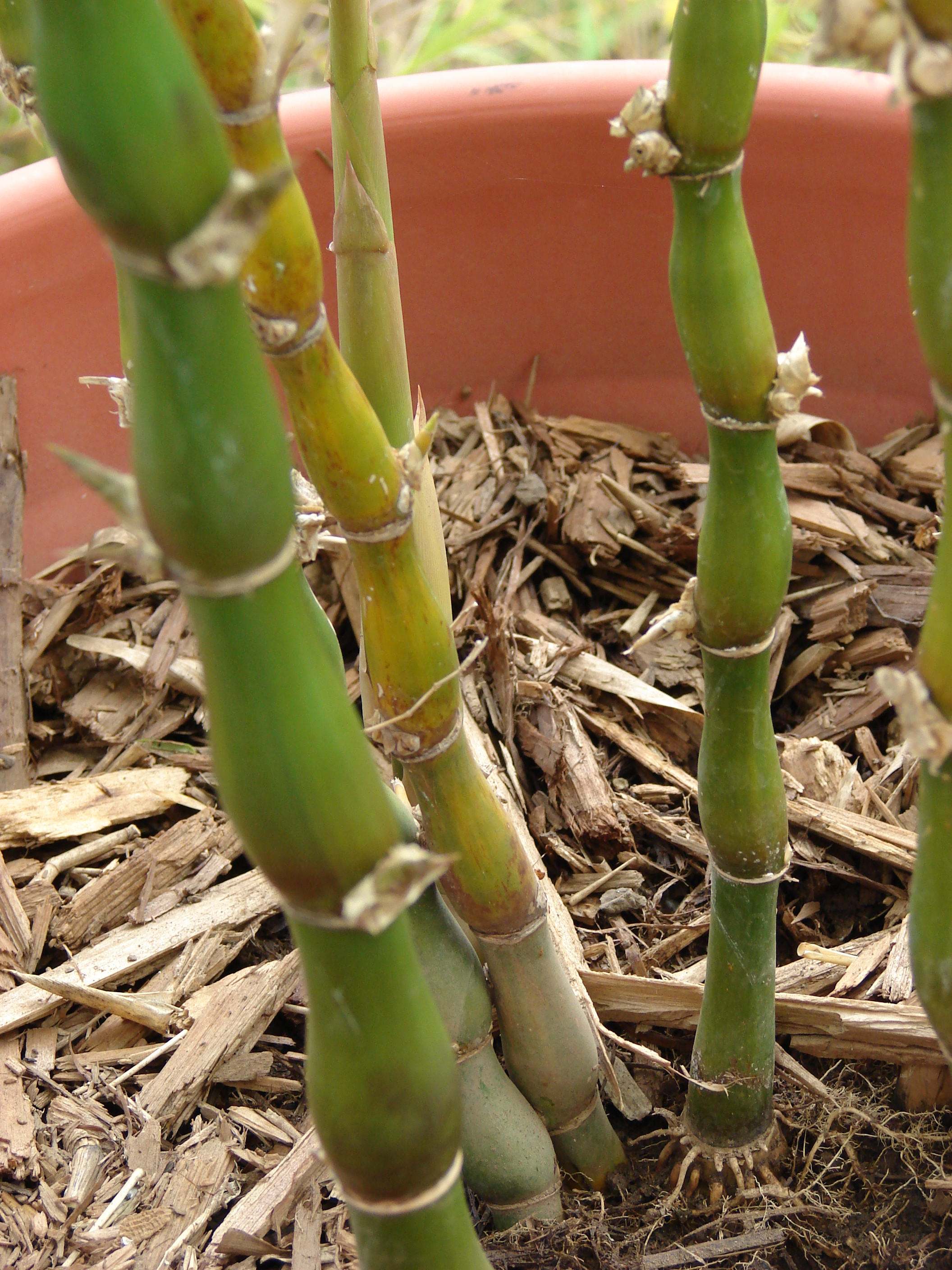
Stébla Bambusa ventricosa
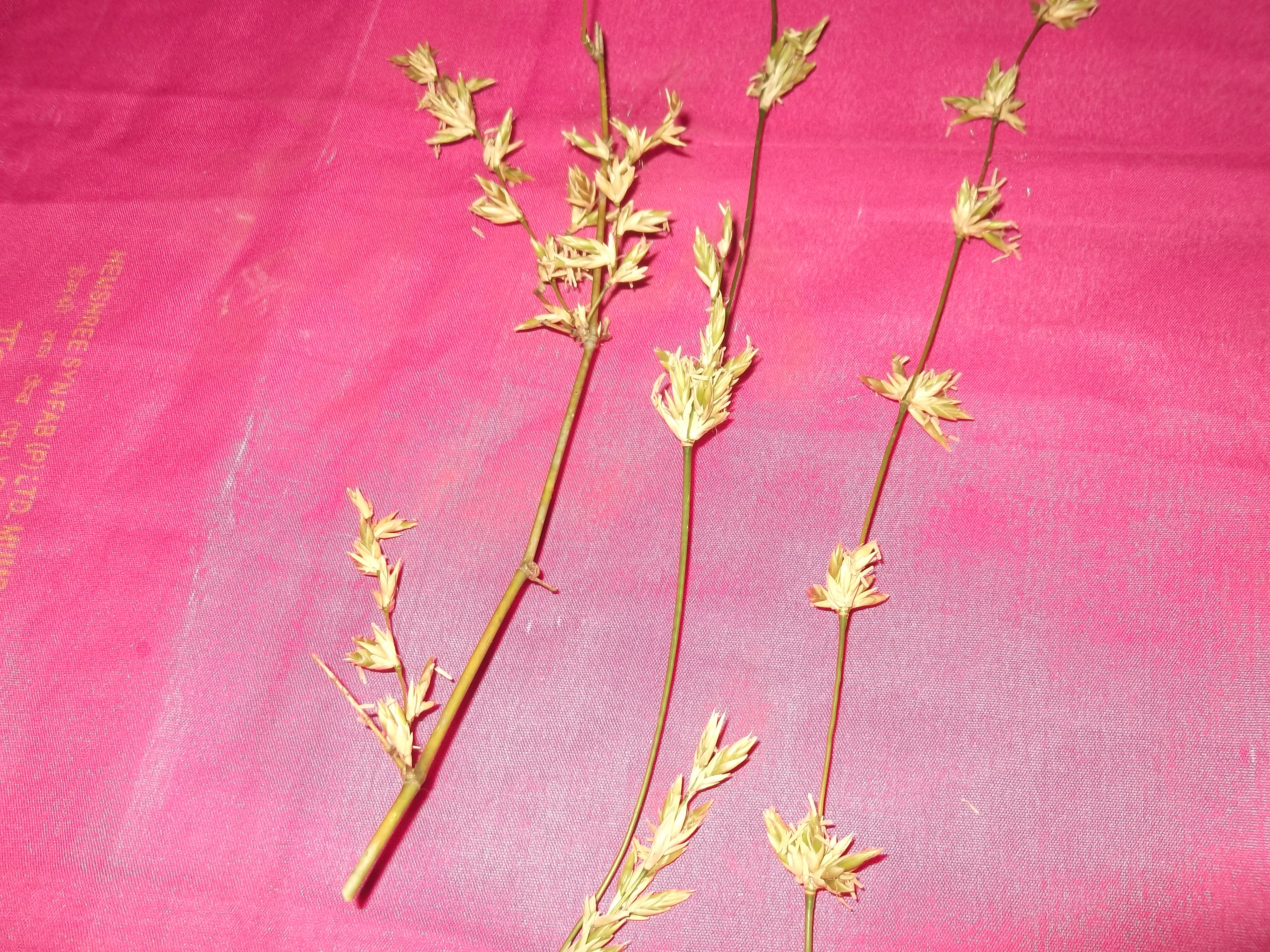
Květenství Bambusa bambos

## Rozšíření
Rod bambus zahrnuje asi 100 druhů. Je rozšířen v tropické a subtropické Asii od Indie po Japonsko a přes ostrovy jihovýchodní Asie po Novou Guineu a severní Austrálii. Největší počet druhů se vyskytuje v Číně, kde roste asi 80 druhů, z toho 67 endemických.

## Taxonomie
V minulosti byly do rodu Bambusa řazeny i některé americké druhy, které byly přeřazeny do rodu Guadua.

## Význam
Mnoho druhů tohoto rodu je v tropech a subtropech pěstováno jako okrasné bambusy. Některé druhy dokonce ani nejsou známy z divoké přírody. Mezi zvláště ceněné náleží B. multiplex, B. ventricosa a B. vulgaris. Stébla řady druhů se používají ke stavbě lešení a různých konstrukcí. Štípaná stébla B. albolineata, B. lenta a B. textilis slouží k pletení různých výrobků.
Výhonky Bambusa tulda, B. varirostrata, B. gibboides a B. pallida jsou jedlé a v tropické Asii používané po úpravě jako zelenina. V některých indických státech jsou semena bambusů rodu Bambusa konzumována ve směsi s medem místo rýže, v Číně se ze semen připravuje mouka.

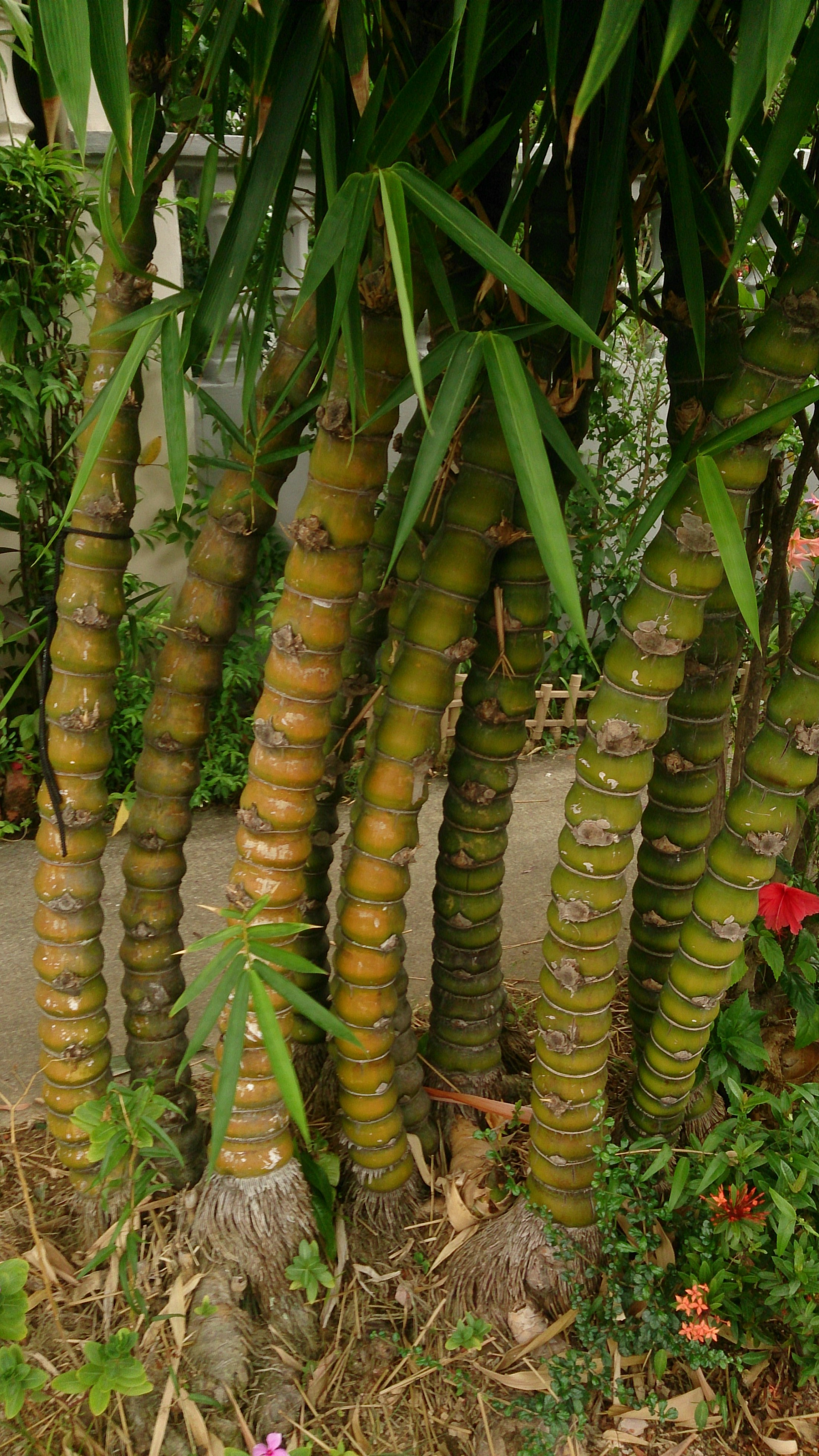
Bambusa vulgaris 'Wamin'
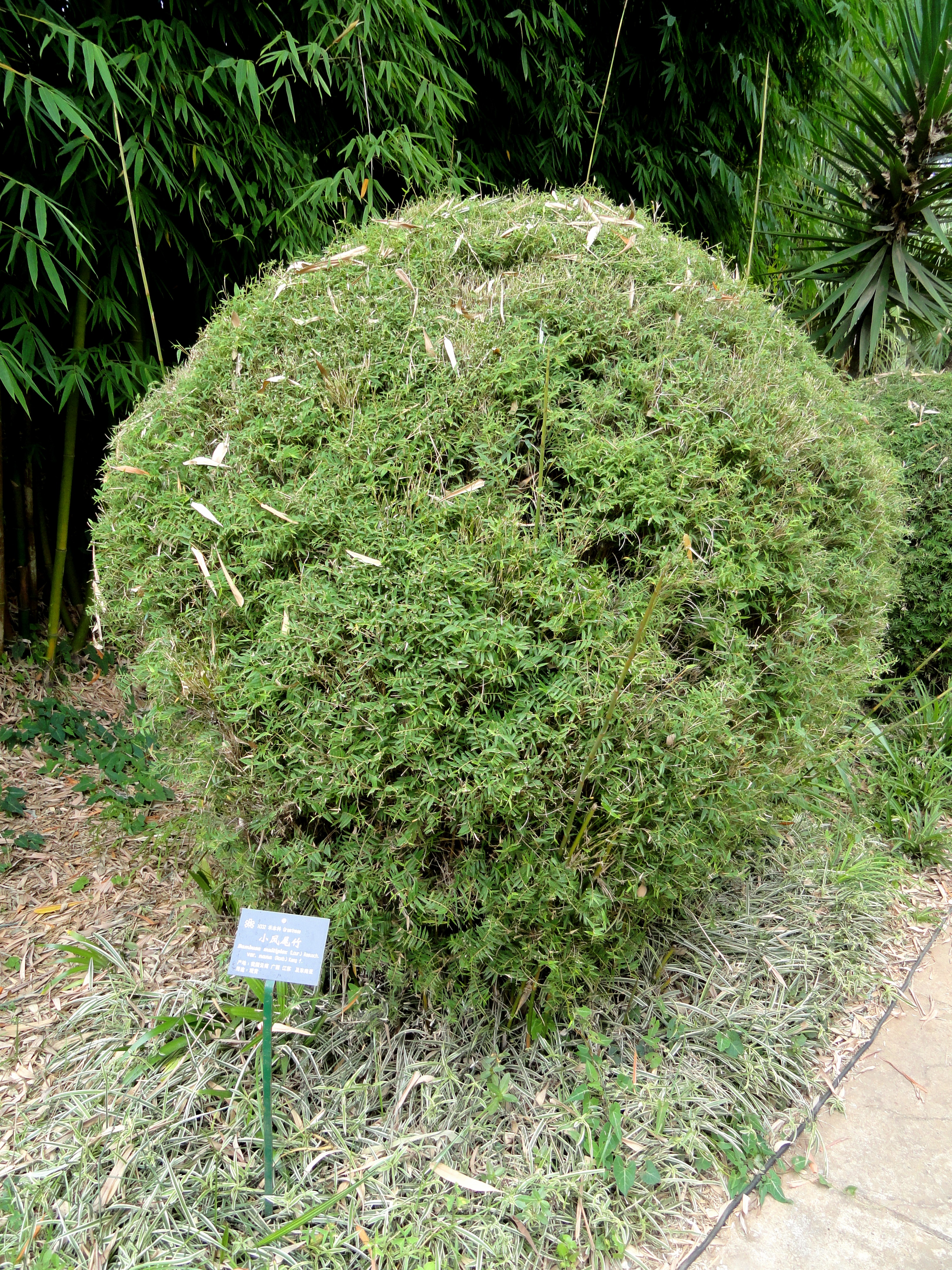
Kompaktní druh Bambusa multiplex
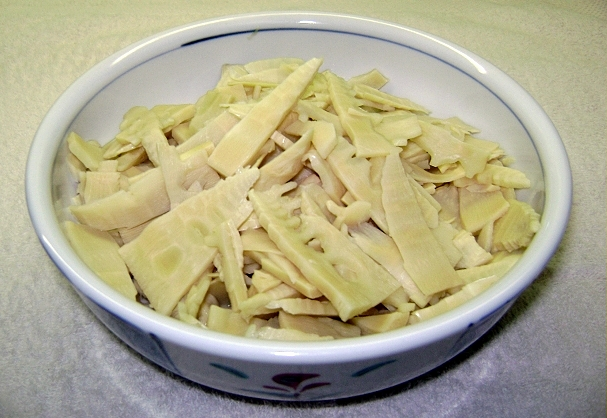
Jedlé výhonky druhu Bambusa oldhamii